# Черемха віргінська
Черемха вірґінська, черемха віргінська, черемха вірджинська, слива вірджинська, слива віргінська (Prunus virginiana) — вид квіткових рослин із підродини мигдалевих (Amygdaloideae).

## Біоморфологічна характеристика
Це дерево чи кущ, 10–60(100) дм, без шипів. Гілочки голі чи запушені. Листки опадні; ніжка 4–22(27) мм, зазвичай гола, іноді волосиста, дистально залозиста; пластина від обернено-яйцюватої або еліптичної до яйцеподібної чи зворотно-ланцетної, 2.5–9(11) × 1.2–5(6.6) см, краї від зубчастих до зазубрених, верхівка загострена, гостра чи тупа, абаксіальна (низ) поверхня гола чи волосиста (особливо вздовж середніх жилок), адаксіальна гола. Суцвіття — 18–64-квіткові, китицеподібні. Квіти розпускаються після появи листя; чашолистки від випростано-розпростертих до відігнутих, напівкруглі, 0.7–1.4 мм, краї вирізані, зазвичай залозисто-зубчасті, іноді майже не залозисті, поверхні голі; пелюстки білі, від обернено-яйцеподібних до майже округлих, 2–5(7) мм. Кістянки червоні, пурпурові, темно-пурпурові чи чорні, кулясті, 6–14 мм, голі; мезокарпій м'ясистий; кісточки від майже округлих до еліпсоїдних, не сплющені.

## Поширення, екологія
Росте в Канаді, США, Мексиці, Сен-П'єр і Мікелоні.

## Використання
Плоди їдять сирими чи приготовленими. М'якуш жорсткий, темний і соковитий. Кора і гілки є заміною чаю.
Чорноплідна черешня широко використовувалася в медицині багатьма індіанськими племенами Північної Америки, які використовували її для лікування різноманітних захворювань, особливо цінуючи її терпкість і позитивний вплив на дихальну систему. У сучасному травництві він мало використовується, якщо взагалі використовується. Коріння і кора є кровозміцнювальним, в'яжучим, грудним, заспокійливим, тонізувальним і збудливим апетит засобом. Настій використовували для лікування гарячки, кашлю та застуди. Настій кори кореня застосовували як засіб для промивання при опіках, застарілих ранах і виразках. Внутрішню частину кори використовують зовнішньо при лікуванні ран. Відваром внутрішньої кори лікували ларингіт і болі в шлунку. Висушені і подрібнені плоди використовують для збудження апетиту, лікування кривавої діареї. Терпкі незрілі плоди використовувалися дітьми для лікування діареї. Фруктовий сік використовувався для лікування ангіни.
Рослина може бути висаджена для боротьби з ерозією. Це вид-піонер покинутих полів і вирубок. Рослини можна використовувати для формування привабливого живоплоту, особливо якщо використовується червонолистий сорт «Шуберт».
З листя можна отримати зелений барвник. З плодів можна отримати барвник від темно-сірого до зеленого. З плодів отримують багряно-червоний барвник.
Деревина червонувато-бура, дрібнозерниста, середньої міцності, тверда, важка. Він не є цінним через свій невеликий розмір і неправильну форму, але використовується для шампурів тощо. Коли виходять шматки більшого розміру, вони цінуються для столярних робіт. Дерево не горить легко.

## Галерея

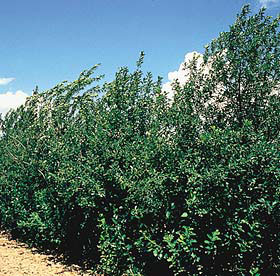
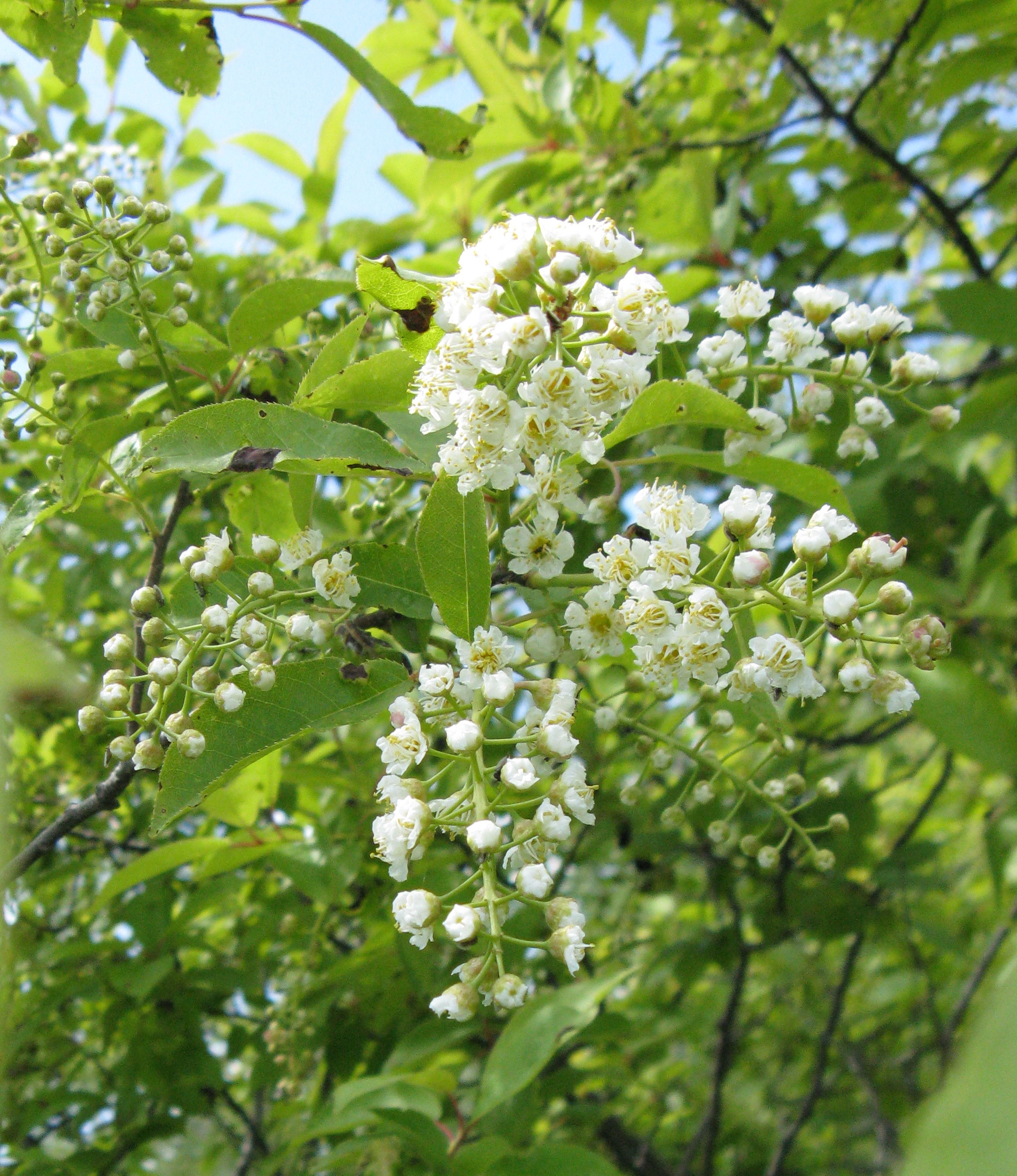
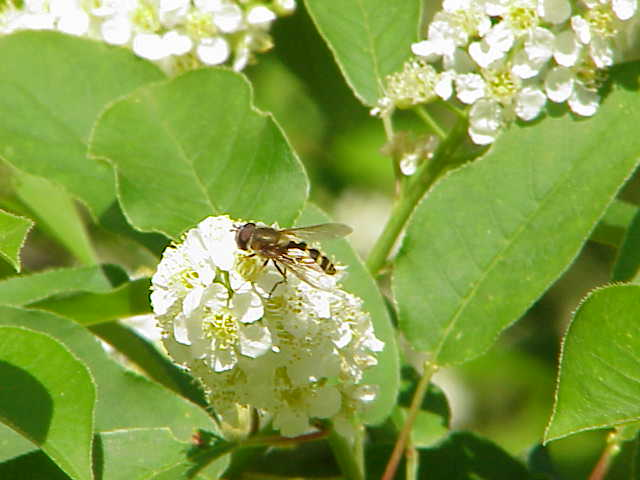
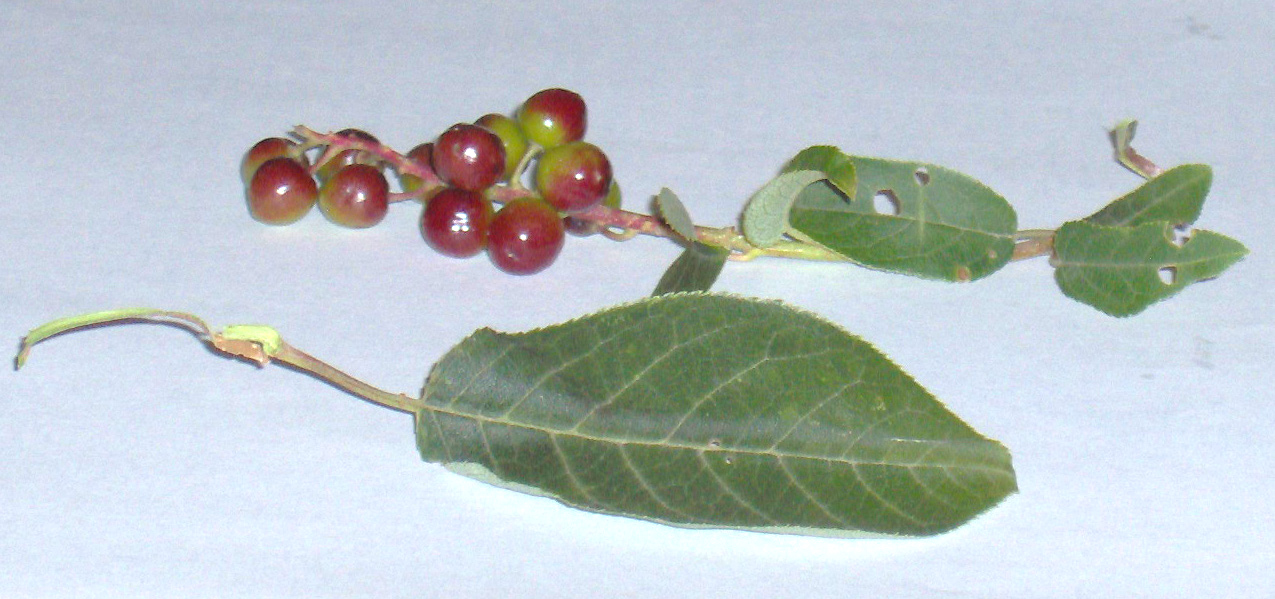
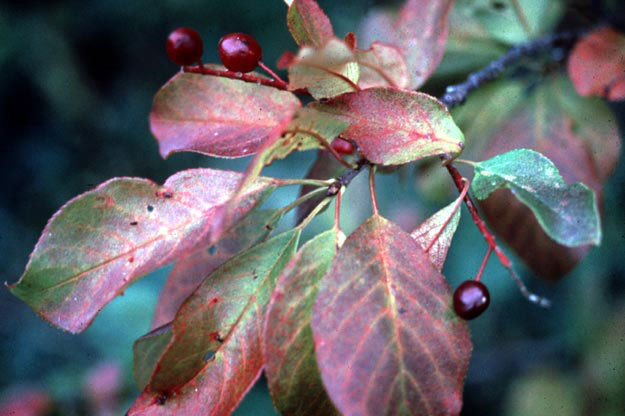
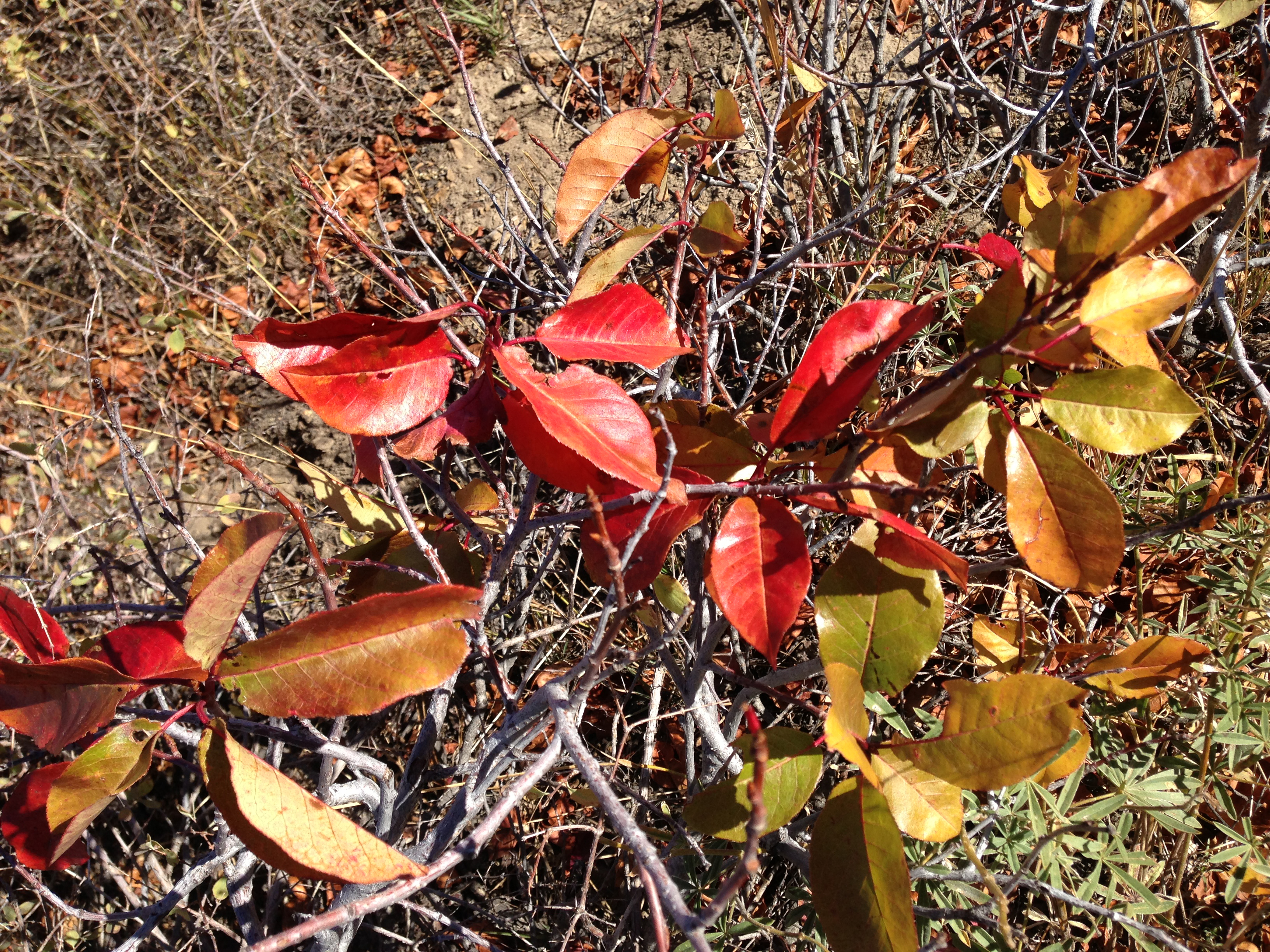
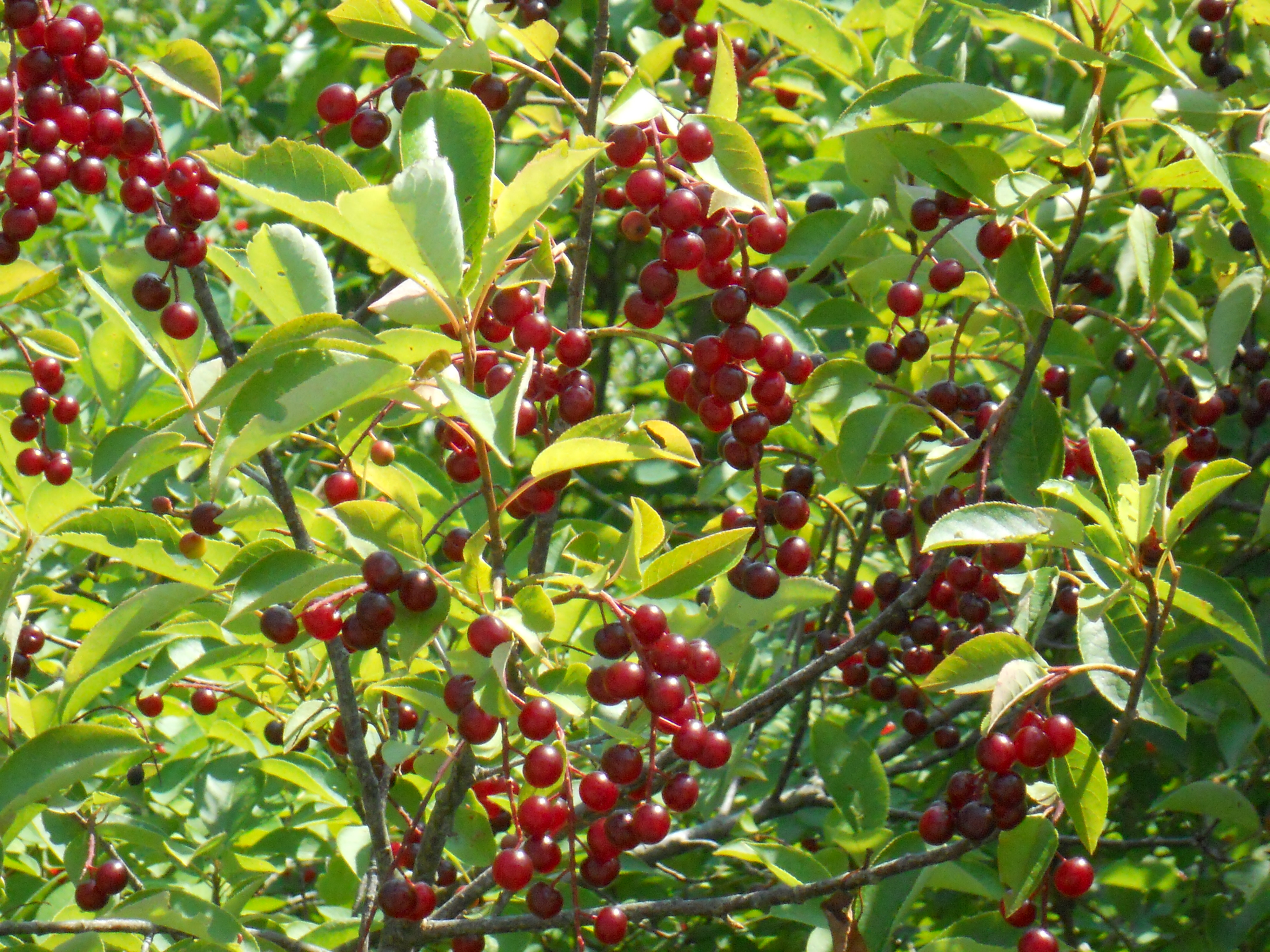